# ホルスト・シュタイン
ホルスト・ヴァルター・シュタイン（Horst Walter Stein、1928年5月2日 - 2008年7月27日）は、ドイツの指揮者。バンベルク交響楽団終身名誉指揮者。

## 人物・来歴
ラインラント地方の都市エルバーフェルト（現在はヴッパータール市の一部）生まれ。親は機械工。同郷の指揮者に、ハンス・クナッパーツブッシュ、ギュンター・ヴァントがいる。フランクフルト音楽大学やケルン音楽大学でヴァイオリン・ピアノ・作曲・指揮などを学ぶ。1949年、ヴッパータール市立劇場合唱指揮者。
1951年、ハンブルク州立歌劇場指揮者。その後、ベルリン国立歌劇場を経て1963年にマンハイム国立劇場音楽監督。1952年 - 1955年、バイロイト音楽祭で、クナッパーツブッシュ、ヨーゼフ・カイルベルト、ヘルベルト・フォン・カラヤンらの助手を務める。1962年、バイロイト音楽祭でワーグナーの『パルジファル』を指揮。1970年、バイロイト音楽祭でワーグナーの『ニーベルングの指環』全曲を指揮。ワーグナー指揮者としての名声を高めた。
1970年、ウィーン国立歌劇場第一指揮者。1972年、ハンブルク州立歌劇場音楽総監督。1973年、来日してNHK交響楽団の定期演奏会を指揮。1975年、NHK交響楽団名誉指揮者。このころから活動の中心を歌劇場から演奏会に移す。1980年、スイス・ロマンド管弦楽団音楽監督。1985年 - 1989年、ザルツブルク音楽祭に出演。1985年、バンベルク交響楽団首席指揮者。同楽団を率いて各地を演奏旅行し、来日公演も果たした。1996年、病気のためバンベルク響を離任、終身名誉指揮者の地位を贈られる。
1998年、NHK交響楽団を指揮するため来日。N響への出演はこれが最後で、16回目の出演だった。
1999年、プラハの春音楽祭客演中に再び倒れる。2000年3月13日、マンハイム国民劇場管弦楽団のコンサートでブルックナーの交響曲第8番を指揮、演奏中に倒れるも、休憩をとった後に最後まで演奏。翌日も同じプログラムを指揮する。
2008年7月27日、スイスの自宅で死去。80歳没。

## スタイル
極めてオーソドックスながら弾力のある音楽が特徴。棒のテクニックは体形に似合わず器用で歯切れのよいものだった。地元のコレペティトールからスタートして、カイルベルトやカラヤン、ハンス・クナッパーツブッシュ、ギュンター・ヴァントなどのアシスタントを経験した叩き上げであり、熟練のカペルマイスターだった。ワーグナーやブルックナー、リヒャルト・シュトラウスなどドイツ音楽を得意とし、NHK交響楽団の名誉指揮者として日本にもなじみが深い。ウィーン国立歌劇場やその後のコンサート活動だけでもそれぞれ500回以上の出演記録がある。

## 評価
NHK交響楽団のオーボエ奏者を務めた茂木大輔はシュタインについて「演奏はいつも最高であって、とにかくオケが良く鳴った。職人的な皮肉表現で19世紀楽隊の空気をそのままに雷親父的にリハーサルを進行する様は、ニュルンベルクあたりの歴史的銅板画を見ているような気がしたものだ」と回想している。

## 主な録音
- 手兵バンベルク響を指揮したシューベルトやブラームスの交響曲全集、ベートーヴェンの交響曲第3番『英雄』、ウィーン・フィルハーモニー管弦楽団を指揮したワーグナーの序曲・前奏曲集、ブルックナーの交響曲第6番などがあるが、メジャーレーベルの現役盤は限られており、入手は比較的困難である。
- 協奏曲録音では、フリードリヒ・グルダのピアノ、ウィーン・フィルを指揮したベートーヴェンのピアノ協奏曲全曲が名高い。